# Getklövtjärnen (Anundsjö socken, Ångermanland)
Getklövtjärnen är en sjö i Örnsköldsviks kommun i Ångermanland och ingår i Moälvens huvudavrinningsområde.